# Psalm 22
Psalm 22 is een psalm uit de Psalmen in de Hebreeuwse Bijbel (in de Septuagint en de Vulgaat Psalm 21) en een psalm van David. Een psalm was een tekst die op melodie was gezet en die instrumentaal begeleid werd, een zogenoemde contrafact. In het Latijn worden vaak de eerste woorden van de psalm als naam ervan gebruikt, Deus, Deus meus.

## Opschrift
Het opschrift van Psalm 22 begint met de woorden “Voor de koorleider” of “Voor de opperzangmeester”. De exacte betekenis van deze figuur is niet helemaal duidelijk. Daarna staat in het opschrift “Op de wijze van de hinde van de dageraad”. Dit zou kunnen slaan op een melodie; deze is niet overgeleverd. Het zou ook een allusie kunnen zijn, een metafoor voor de hoofdpersoon.
Het opschrift bevat ook de tekst “Een psalm van David”; 73 psalmen met dit opschrift worden aan David toegeschreven. Van oudsher werd het gebruikte voorvoegsel van dit opschrift vertaald als 'door', maar nieuwe inzichten geven als mogelijke vertalingen 'over' en 'voor'. Los daarvan blijkt uit historisch-kritische exegese dat de persoon David of zijn koningschap als metafoor gebruikt zouden kunnen zijn.

## Inhoud
Psalm 22 vertelt het verhaal van een man of vrouw die het naar God uitschreeuwt. Hij of zij beklaagt zich tegen God over zijn vijanden en over zijn positie tegenover die tegenstanders, afgewisseld met lof voor God. Ook wordt God gedankt voor de hulp die Hij biedt. Deze hoofdpersoon is volgens de joodse traditie David of Ester. In de psalm wordt de herinnering gelezen aan perioden van nood, zoals ten tijde van de Babylonische ballingschap.

## Ontstaan
Volgens historisch-kritische exegese is deze psalm ontstaan uit twee onafhankelijke delen, namelijk vers 1-22 en 23-33. Het laatste deel zou een aanvulling zijn op een bestaande psalm, maar de exacte scheiding tussen beide delen blijft onderwerp van discussie.
Van het eerste deel wordt aangenomen dat het voor het beleg van Jeruzalem (587 v.Chr.) ontstond. Het tweede deel zou van na de Babylonische ballingschap dateren omdat er duidelijk sprake is van de redding van de hoofdpersonage, die vaak als metafoor wordt gelezen voor de Israëlieten. De verzen 28-32 hebben een veel universeler karakter dan de voorgaande. Vanwege hun hellenistisch karakter dateren deze verzen vermoedelijk uit de vierde eeuw v.C.

## Gebruik

### Jodendom
In het jodendom leest men delen van psalm 22 in verschillende gebeden. In zijn geheel wordt de psalm gelezen op Taäniet Ester, het Vasten van Esther. en tijdens Poerim, ookwel Lotenfeest. De Sefardim en de Mizrachim doen dat tijdens ma'ariew (het avondgebed). Samen met de Asjkenazim gebruiken zij psalm 22 als psalm van de dag om op Poerim te gebruiken in de ochtend.

### Christendom
De bekendste verwijzing naar deze psalm in het Nieuwe Testament is die van de kruiswoorden, de laatste woorden van Jezus aan het kruis: “Eli, Eli, lema sabachtani?” (Matteüs 27:46) en “Eloï, Eloï, lema sabachtani?” (Marcus 15:34). Beide zijn afkomstig uit Psalm 22:2: "Mijn God, mijn God! waarom hebt Gij mij verlaten?", vermoedelijk in het Aramees, de volkstaal in die tijd.
De teksten “[...] zij hebben mijn handen en mijn voeten doorboord” (vers 17), “Ik kan al mijn beenderen tellen Zij kijken vol leedvermaak toe...” (vers 18) en “Ze verdelen mijn kleren onder elkaar en werpen het lot om mijn mantel” (vers 19) worden door christenen soms als profetie gezien over Jezus' kruisdood.
De laatste verzen van de psalm gaan over voorspoed, gerechtigheid en geboorte. Zodoende kunnen de kruiswoorden geïnterpreteerd worden als die van de messias, zonder de goddelijke van de twee naturen van Jezus in twijfel te trekken.
Bij het leegmaken van het altaar op Witte Donderdag werd Psalm 22 traditioneel gebruikt in de Rooms-Katholieke Kerk bij het opdragen van de Tridentijnse mis. Dit gebruik verdween toen de Ordo Missae (Romeinse ritus) werd vervangen door de Novus Ordo Missa (Mis van Paulus VI). In de Anglicaanse Kerk is het gebruik wel blijven bestaan. Verder maakt psalm 22 onderdeel uit van priem op de vrijdagen, of wanneer deze vervalt een ander gebed op de vrijdagochtend.
1 · 2 · 3 · 4 · 5 · 6 · 7 · 8 · 9 · 10 · 11 · 12 · 13 · 14 · 15 · 16 · 17 · 18 · 19 · 20 · 21 · 22 · 23 · 24 · 25 · 26 · 27 · 28 · 29 · 30 · 31 · 32 · 33 · 34 · 35 · 36 · 37 · 38 · 39 · 40 · 41 · 42 · 43 · 44 · 45 · 46 · 47 · 48 · 49 · 50 · 51 · 52 · 53 · 54 · 55 · 56 · 57 · 58 · 59 · 60 · 61 · 62 · 63 · 64 · 65 · 66 · 67 · 68 · 69 · 70 · 71 · 72 · 73 · 74 · 75 · 76 · 77 · 78 · 79 · 80 · 81 · 82 · 83 · 84 · 85 · 86 · 87 · 88 · 89 · 90 · 91 · 92 · 93 · 94 · 95 · 96 · 97 · 98 · 99 · 100 · 101 · 102 · 103 · 104 · 105 · 106 · 107 · 108 · 109 · 110 · 111 · 112 · 113 · 114 · 115 · 116 · 117 · 118 · 119 · 120 · 121 · 122 · 123 · 124 · 125 · 126 · 127 · 128 · 129 · 130 · 131 · 132 · 133 · 134 · 135 · 136 · 137 · 138 · 139 · 140 · 141 · 142 · 143 · 144 · 145 · 146 · 147 · 148 · 149 · 150 · 151